# Moosbrunn (Schönbrunn)

Wappen von Moosbrunn

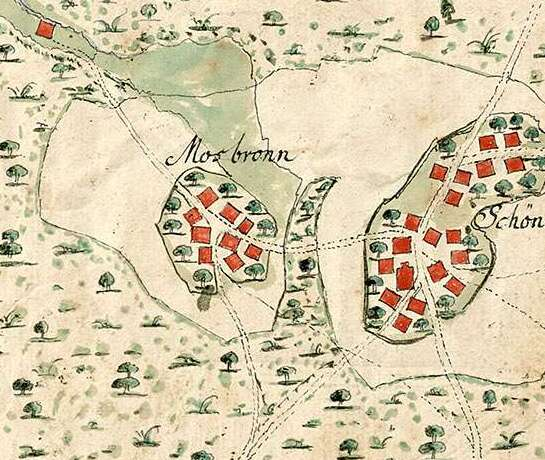
Moosbrunn auf einer Karte von 1748

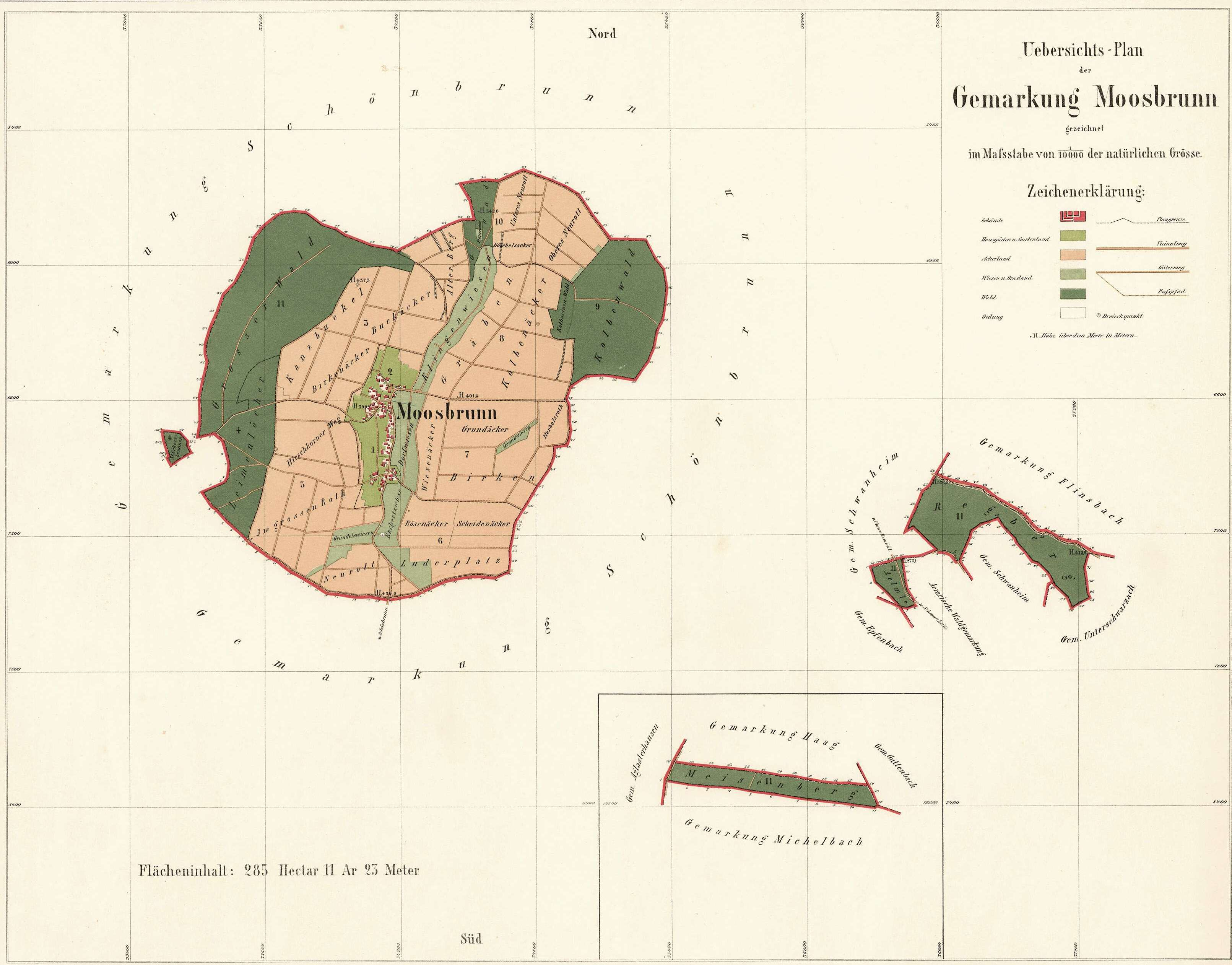
Gemarkung Moosbrunn, Stand 1882

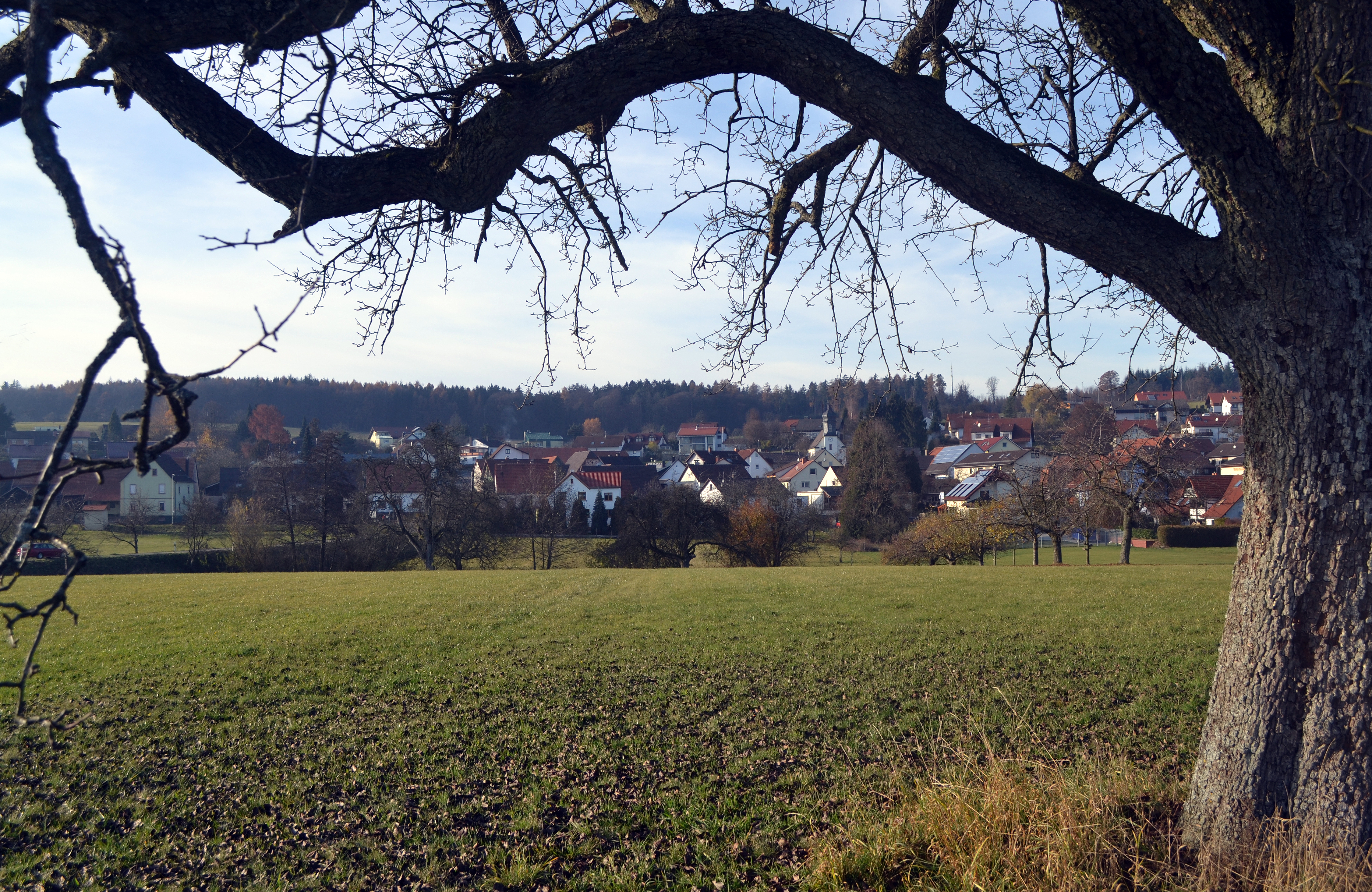
Blick von Süden auf den Ort

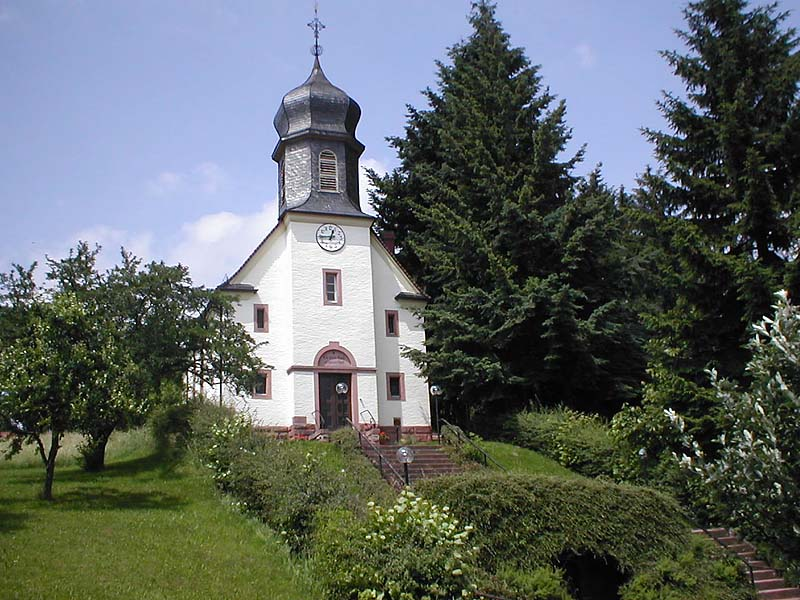
Die Kirche von Moosbrunn

Moosbrunn ist eine Ortschaft im Nordwesten von Baden-Württemberg. Es bildet heute einen Teil der Gemeinde Schönbrunn im Rhein-Neckar-Kreis.

## Geographie
Moosbrunn liegt im kleinen Odenwald, erhöht über dem Ufer des Neckars im Norden. Der kleine, lose bebaute Ort, liegt am westlichen Ufer des Klingenbachs. Die Gemarkung des Ortes bildet eine Insel in der von Schönbrunn. Hinzu kommen drei kleinere Wälder, die Exklaven bilden. Regberg und Aelmle grenzen an Flinsbach, Unterschwarzach, Schwanheim, Epfenbach sowie ein gemeindefreies Gebiet, Meisenberg an Haag, Guttenbach, Michelbach und Aglasterhausen.

## Geschichte
Moosbrunn bildet einen Ausbauort des Hochmittelalters. 1319 wurde es urkundlich erstmals erwähnt als Mosbrunne.
Moosbrunn zählte zur Stüber Zent. Nachdem sie mehrfach verpfändet worden war, kam sie 1380 zur Kurpfalz. Mit deren Auflösung 1803 fiel der Ort an Baden.
Die Ortsherrschaft, die auf ein Reichslehen zurückging, hatte mehrfach gewechselt. Unter den Inhabern der Rechte waren Adlige der Familien von Weinsberg, von Hirschhorn,  von Helmstatt, von Cronberg, von Degenfeld und von Erbach.

## Verwaltungszugehörigkeit
Zu Zeiten der Kurpfalz gehörte Moosbrunn zum Unteramt Dilsberg, das dem Oberamt Heidelberg unterstand. In Baden kam der Ort zum Amt Neckarschwarzach, das 1813 mit dem Bezirksamt Neckargemünd vereinigt wurde. Zwischen 1851 und 1864 gehörte Moosbrunn zum Bezirksamt Eberbach, dann zum Bezirksamt Heidelberg, aus dem 1939 der gleichnamige Landkreis wurde.

## Gemeinde
Moosbrunn hatte früher eine eigenständige Gemeinde gebildet. Anfang 1972 wurde Moosbrunn, gemeinsam mit Haag und Schwanheim, nach Schönbrunn eingemeindet.

## Verkehr
Durch Moosbrunn verläuft die Kreisstraße 4105, die Hirschhorn im Nordwesten mit Neunkirchen im Südosten verbindet. Von ihr zweigt im Ort die Kreisstraße 4106 ab, die nach Allemühl im Osten führt.

## Religiöses
In Moosbrunn wurde erstmals 1533 eine Kapelle sicher erwähnt, die dem St. Wendelin geweiht war. Nachdem sie 1868 für baufällig worden war, wurde sie abgerissen. Der Platz, auf dem sie stand, wird heute von einem Kriegerdenkmal genutzt. Eine neue Kirche erhielt der Ort erst 1927.